# Ericeia albangula
Ericeia albangula är en fjärilsart som beskrevs av Saalmüller 1880. Ericeia albangula ingår i släktet Ericeia och familjen nattflyn. Inga underarter finns listade i Catalogue of Life.